# Shiori Yokohama
Shiori Yokohama (4 ottobre 1999) è una fondista giapponese.

## Biografia
Originaria del distretto di Kamikita e attiva in gare FIS dal dicembre del 2015, la Yokohama ha esordito in Coppa del Mondo l'8 dicembre 2018 a Beitostølen (54ª) e ai Campionati mondiali a Oberstdorf 2021, dove si è classificata 61ª nella 10 km, 45ª nello skiathlon e 10ª nella staffetta; ai Mondiali di Trondheim 2025 si è piazzata 52ª nella 10 km, 46ª nello skiathlon e 10ª nella staffetta.

## Palmarès

### Coppa del Mondo
- Miglior piazzamento in classifica generale: 108ª nel 2022